# Cristian Peláez
Cristian Peláez es un futbolista argentino que juega en la demarcación de defensa, su equipo actual es el Defensores Unidos de la Primera C del fútbol argentino.

## Trayectoria
Peláez realizó las inferiores en Vélez Sarsfield hasta 6.ª división, luego dio los pasos previos a su debut en el primer equipo de Deportivo Español hasta 2009 año en que debutó en la primera del equipo. En Español disputó un total de 93 partidos y marcó 2 goles 
A principios de 2012 fue transferido al Club Atlético Atlanta, en donde se desempeñó hasta mediados de 2015. En Atlanta jugó 54 partidos marcando solo un gol.
El 3 de julio de 2015, después de no tener lugar en Atlanta, es transferido a Platense.

## Clubes
| Club              | País      | Año           |
| ----------------- | --------- | ------------- |
| Deportivo Español | Argentina | 2009 - 2011   |
| Atlanta           | Argentina | 2012-2015     |
| Platense          | Argentina | 2015-2016     |
| Defensores Unidos | Argentina | 2016-presente |